# Municipio de Duval
El municipio de Duval (en inglés: Duval Township) es un municipio ubicado en el condado de Jasper en el estado estadounidense de Misuri. En el año 2010 tenía una población de 839 habitantes y una densidad poblacional de 7,75 personas por km².

## Geografía
El municipio de Duval se encuentra ubicado en las coordenadas 37°18′25″N 94°27′34″O / 37.30694, -94.45944. Según la Oficina del Censo de los Estados Unidos, el municipio tiene una superficie total de 108.23 km², de la cual 107,64 km² corresponden a tierra firme y (0,54 %) 0,58 km² es agua.

## Demografía
Según el censo de 2010, había 839 personas residiendo en el municipio de Duval. La densidad de población era de 7,75 hab./km². De los 839 habitantes, el municipio de Duval estaba compuesto por el 93,33 % blancos, el 1,19 % eran amerindios, el 0,12 % eran asiáticos, el 1,07 % eran de otras razas y el 4,29 % eran de una mezcla de razas. Del total de la población el 2,98 % eran hispanos o latinos de cualquier raza.